# Syndicate (jeu vidéo, 2012)
Syndicate est un jeu vidéo de tir à la première personne sorti en 2012 et fonctionne sur PlayStation 3, Xbox 360 et Windows. Le jeu a été développé par Starbreeze Studios puis édité par Electronic Arts. Il s'agit d'un reboot de la saga Syndicate sortie 19 ans plus tôt.

## Synopsis
Le jeu se déroule en 2069, où le monde n'est plus dirigé par des gouvernements mais par des corporations appelées syndicats. Le joueur incarne Miles Kilo, un agent au service d'Eurocorp qui est chargé de protéger son employeur des corporations rivales, y compris en menant des actions offensives contre leurs intérêts. Une guerre va alors éclater entre Eurocorp et des syndicats rivaux. Dans cette guerre sans merci, Miles Kilo va apprendre de nombreuses choses sur son employeur et qui risquent d'affecter sa vision du monde.

## Développement
Syndicate est un reboot de la série du même nom apparu dans les années 1990. 
Les travaux sur le jeu commencent en 2007, après qu'Electronic Arts ait approché le studio Starbreeze dont la qualité des précédentes réalisations ont impressionné l'éditeur américain. De plus, Electronic Arts était convaincu que Starbreeze parviendrait à donner une identité propre au nouvel épisode de la série.  
L'écriture du scénario est confiée à Richard Kingsley Morgan, un écrivain spécialiste de la science-fiction et de la fantasy. Il est notamment l'auteur des livres Altered Carbon et avait auparavant travaillé sur le script de Crysis 2.  
Néanmoins, le développement du jeu est marqué par des dissensions entre Electronic Arts et Starbreeze, qui ont des vues divergentes sur l'identité à donner au nouveau Syndicate. Après un an de développement, le développeur reprend complètement le travail sur le jeu, estimant ne pas avoir réussi à parfaitement retranscrire l'univers de la série.  
Avec ce nouveau Syndicate, les développeurs espéraient rallier les fans de la franchise originale et les nouveaux venus qui selon les estimations du studio, allaient constituer la majorité des joueurs. De même, l'idée de créer un FPS était basée sur le changement des plateformes de jeux vidéo (plus performantes qu'à l'époque des premiers Syndicate) et devait également renforcer l'immersion des joueurs. 
Les décors ont fait l'objet d'un travail particulier des développeurs qui se sont efforcés de leur donner une identité spécifique. Le joueur traverse ainsi différentes zones ayant chacune leurs propres caractéristiques et retranscrivent un monde divisé entre les pauvres (Downzone) et les riches.  Les deux parties du monde de Syndicate ont été inspirées par des films futuristes tels que Blade Runner, Minority Report et Gattaca. Cette division du monde se ressent également dans le gameplay, les ennemis de la Downzone étant plus agressifs et "anti-agent" que dans les zones développées. De plus, il est n'est pas possible pour le joueur d'utiliser ses capacités de piratage dans la Downzone. 
Les premières informations sur le développement de Syndicate sont dévoilées en 2008, quand Electronic Arts fait savoir que Starbreeze Studios travaillait avec EA sur deux projets. L'un d'eux était basé sur une ancienne franchise de l'éditeur et portait le nom de Project Redlime. Le nom  «Syndicate » sera ensuite commercialement déposé plusieurs fois officiellement par l'éditeur et le développeur, avant qu'une partie du script du jeu ne soit dévoilée accidentellement quelques mois avant sa sortie. 
Electronic Arts révèle officiellement le jeu le 12 septembre 2011 et annonce qu'il s'agira d'un reboot de la franchise. 
Le 31 janvier 2012, une brève démo est proposée. 
Le jeu sort le 21 février (Amérique du Nord) et le 24 février 2012 (Europe) sur les différents supports consoles et PC ainsi que sur la plate-forme Origin. 

## Système de jeu
Contrairement à ses prédécesseurs, le nouveau Syndicate prend la forme d'un jeu de tir en vue subjective. 
Le joueur peut transporter deux armes principales qui peuvent être classiques (armes de poing, fusils d'assaut, pistolet-mitrailleur, fusils de précision, lance-roquettes, lance-flamme…), mais aussi disposer de capacités spéciales, comme des balles capables de suivre les ennemis. Les armes à feu peuvent également être améliorées avec des pièces récupérées durant l'aventure. Le joueur peut aussi emporter différentes sortes de grenades. Il est également possible d'exécuter les adversaires au corps-à-corps lorsque l'on s'approche assez près. 
La principale caractéristique du système de jeu de Syndicate est le système de puce implantée. L'agent Kilo possède en effet une biopuce « DART 6 » qui lui confère des capacités augmentées. Il possède une vision prolongée par la réalité augmentée permettant de voir le monde numérique en plus du monde réel. En outre, la puce permet d'accéder au réseau de données nommé « Dartspace » permettant ainsi de voir les ennemis à travers les murs (eux-mêmes connectés au réseau) et de ralentir le temps.
Le joueur peut également pirater l'esprit des ennemis à travers le réseau, nommé «Brèche », où il peut exécuter une des trois options suivantes sur un ennemi : « Suicide » où l'ennemi se suicide et apporte des dommages aux ennemis à proximité ; « Persuader » où l'ennemi devient un allié pendant un court laps de temps ; « Contrefeu » où l'arme de l'ennemi explose et inflige des dégâts aux ennemis à proximité.
Les puces des ennemis peuvent ensuite être récupérées et réutilisées par le joueur pour augmenter les capacités de son personnage.
Syndicate ne possède pas de mode multijoueur compétitif, mais un mode coopératif, qui rassemble quatre joueurs pour terminer une campagne de neuf missions basée sur les jeux Syndicate originaux.

## Bande-son musicale
La bande-son musicale du jeu a été assurée par Skrillex, DJ et compositeur américain de musique électronique[réf. nécessaire].

## Personnages et organisations
- Miles Kilo est un agent travaillant pour Eurocorp et également le protagoniste principal du jeu incarné par le joueur. Il est différent des autres agents : il ne possède pas de capacités spéciales (comme la vitesse ou le saut accélérée), mais il bénéficie de l'amélioration « DART  » et de meilleures améliorations décuplant ses capacités. Il travaille avec son mentor, Jules Merit, pour mettre un terme aux activités des syndicats rivaux.
- Jules Merit est un agent expérimenté d'Eurocorp, chargé de la supervision de Kilo. C'est un combattant redoutable et efficace, totalement dévoué à son employeur.
- Lillian « Lily » Drawl est une scientifique de très haut niveau, élément-clé d'Eurocorp. Née dans la Downzone, le syndicat va repérer ses capacités intellectuelles exceptionnelles alors qu'elle n'a que 16 ans. Elle sera envoyée étudier au New Columbia Medical et prendra ses distances avec sa famille restée dans la Downzone. Chez Eurocorp, elle est chargée de superviser la santé de Kilo et de Jules entre leurs missions. Malgré son statut social devenu privilégié, elle commence à se poser des questions sur le système qui dirige le monde...
- Jack Denham est le CEO d'Eurocorp.
- Aspari est un puissant syndicat, rival d'Eurocorp, dont le siège est basé à Tokyo.
- Cayman Global est un syndicat rival d'Eurocorp.Il est né de la fusion de plusieurs compagnies de transport maritime d'Amérique du Sud et Centrale et de trois banques brésilienne, et a son siège principal à Caracas. Utilisant sa puissance militaire, il est rapidement parvenu à conquérir de nombreux marchés et à se tailler un vaste territoire. L'un de ses plus grands succès est la prise de contrôle de l'Atlantic Accelerator, un centre de recherches extrêmement avancé, en usant d'actions militaires directes et d'intrigues politiques. Entre 2059 et 2069, Cayman Global lance les trois premières villes flottantes du monde, ce qui lui a permis d'étendre encore son influence. Récemment, il a mis à l'eau La Ballena, la plus grande ville flottante du monde et navire amiral de Cayman Global.
- T.W.B. est le sigle de Towers Will Burn, un groupe terroriste et révolutionnaire dont le but est de renverser les syndicats. D'abord actif sur la côte Est, son influence s'est étendue dans le nord des États-Unis. Ses effectifs sont principalement composés de parias vivant dans les Downzone et de religieux convertis.

## Critiques
Après sa sortie, Sydicate reçoit des critiques allant globalement de moyennes à positives.
Sur Jeux Vidéo.com, il est noté 13/20 et le testeur reconnaît "un gameplay nerveux et dynamique couplé à une IA hyper agressive", mais déplore une certaine prévisibilité et diverses erreurs dans les choix de réalisation.
Gamekult se montre plus sévère, avec un 4/10. Le testeur reconnaît de bonnes idées de gameplay et une ambiance très travaillée, mais pointe l'aspect répétitif du jeu, les nombreux temps de chargement et une réalisation esthétique assez moyenne.
Sur XBoxygen, le testeur met en avant le dynamisme de l'action ainsi que la variété et la beauté des décors, mais déplore l'aspect générique et répétitif du jeu.
Commercialement, Syndicate sera considéré comme un échec par son éditeur. Dans un entretien au magazine Computer and Video Games, un responsable d'EA déclarera que "le renouveau de Syndicate n'avait pas eu le succès espéré et que la relance de la série était un risque qui n'avait pas payé". Le président de Starbreeze, Mikael Nermark, accordera un entretien au magazine Edge dans lequel il déclare que Syndicate s'était vendu à environ 150.000 exemplaires et que le budget alloué à son développement avait été inférieur à ceux des jeux triples A. Malgré cela, Nermark se déclare "fier du jeu final". 
En Australie, le jeu sera interdit à la vente. L'Australian Classification Board estimait que le jeu était excessif dans sa mise en scène de la violence lors des combats : démembrements, décapitations, chair et os exposés à cause des blessures infligées aux ennemis et des projections de sang abondantes. EA Australie avait fait savoir qu'il ne ferait pas appel de la sanction tout en dénonçant une "classification archaïque". En revanche, le jeu était disponible à la vente en Nouvelle-Zélande.